# Bodiluddelingen 1988
Bodiluddelingen 1988 blev afholdt i 1988 på Dagmar Teatret i København og markerede den 41. gang at Bodilprisen blev uddelt.
Pelle Erobreren bliver uddelingens vinder, da Bille Augusts film rydder alle kategorier og modtager prisen for bedste danske film, bedste mandlige hovedrolle og begge birolle-kategorier.

## Vindere
| Bedste mandlige hovedrolle             | Bedste kvindelige hovedrolle        |
| -------------------------------------- | ----------------------------------- |
| - Max von Sydow for Pelle Erobreren    | - ikke uddelt                       |
| Bedste mandlige birolle                | Bedste kvindelige birolle           |
| - Björn Granath for Pelle Erobreren    | - Karen Wegener for Pelle Erobreren |
| Bedste danske film                     | Bedste ikke-europæiske film         |
| - Pelle Erobreren af Bille August      | - Down by Law af Jim Jarmusch       |
| Bedste europæiske film                 | Bedste dokumentarfilm               |
| - Round Midnight af Bertrand Tavernier | - ikke uddelt                       |

## Øvrige priser

### Æres-Bodil
- Jannik Hastrup (tegnefilmsinstruktør) for sin samlede produktion